# Protolithocolletis lathyri
Protolithocolletis lathyri là một loài bướm đêm thuộc họ Gracillariidae. Nó được tìm thấy ở Hoa Kỳ (California, Michigan) và Canada (Manitoba).
Ấu trùng ăn Lathyrus venosus và Lathyrus japonicus. Chúng ăn lá nơi chúng làm tổ.